# Ferdinand Le Pelletier
Ferdinand Le Pelletier est un avocat, professeur de droit, homme politique, enseignant et économiste français, né le 16 mai 1864 à Craon (Mayenne) et décédé le 17 septembre 1939 à Craon. Il est le fondateur de l'École supérieure des sciences économiques et commerciales (ESSEC).

## Biographie

### Origines
Il est originaire d'une famille qui, depuis plus de deux siècles, vivait aux confins de l’Anjou et de la Touraine.

### Le droit et les lettres
Il a fait ses études secondaires au Lycée de Laval et ses études de droit à la Faculté de Caen. Docteur en droit en 1890, il devient le secrétaire, puis le collaborateur de Louis Guillouard, dont il avait été l'élève. Cela lui permit de se faire inscrire comme membre du barreau de Caen. C’est à cette époque qu’il entreprend l'immense travail de traduire en français le Code civil portugais dont la traduction française est encore avant la Seconde guerre mondiale la seule admise comme officielle. En même temps, il prépare et obtient les diplômes de licencié ès-lettres philosophie.
il est resté inscrit au barreau de Caen pendant une dizaine d’années, jusqu’au jour où, attiré par l’enseignement du droit, il vient à Paris préparer le concours d'agrégation des Facultés.

### Professeur de droit et économiste
Il fut alors, pendant deux ans, maître de conférences à la faculté de droit de Paris (1898-99), puis passa, en 1897, le concours d’entrée a la faculté catholique de droit de Paris où une chaire se trouvait vacante. Titulaire de la chaire d'économie à la faculté catholique de droit de Paris en 1898 où il prend la succession de Claudio Jannet, il en sera doyen en 1929.
Il se tourne peu à peu vers les questions économiques, et devient professeur d'économie politique à l'Institut catholique de Paris en 1899. Il se consacre à la Société internationale des études pratiques d'économie sociale, fondée par Frédéric Le Play. Pendant vingt-cinq ans, il fut l’âme de cette société. Il ne la quitta que lorsque, après la Première guerre mondiale en raison de ses responsabilités et de ses charges politiques, ne lui permettant pas de continuer un travail régulier.
il fut nommé membre correspondant de plusieurs organismes scientifiques étrangers ; entre autres, l'Université de Coimbra, au Portugal, qui l'avait fait « docteur honoris causa ». Un enseignement pratique des questions financières et écono miques n’existait pas à la Faculté Catholique de Paris. Vers 1910, il fonde l'École supérieure des sciences économiques et commerciales, section distincte de la Faculté de Droit. Directeur-fondateur de cette importante école depuis 1919 , il a été récompensé par les promotions successives  de cette école.

### Carrière politique
À Craon, où il avait gardé sa maison de famille et où il revenait régulièrement, il est très jeune élu conseiller municipal, avant même d’avoir l’âge légal ; puis nommé adjoint, puis maire, en mars 1921. Il s'investit en parallèle dans la politique locale. En 1921, il est conseiller général du Canton de Craon. Il devient vice-président du Conseil général de la Mayenne.
Proposé tout d'abord à la succession de Christian d'Elva au Sénat en 1925, il ne prend pas le risque de se présenter et est finalement élu en remplacement d'Eugène Jamin aux Élections sénatoriales de 1934, sénateur de la Mayenne de 1934 à 1939 sous l'étiquette de l'Union républicaine, siégeant dans plusieurs commissions où il est désigné rapporteur de différents projets de loi, sur le droit d'auteur, sur le droit local d'Alsace-Moselle. il fut appelé à faire partie successivement de la Commission des Travaux publics, puis de celle de la Législation civile et enfin de celle de l’Enseignement, dont il était en dernier lieu vice-pré sident. Il était aussi membre de la Commission de l’Hygiène et de Prévoyance sociale et de la Commission des Mines.
Souffrant depuis quelques mois, il décède à Craon, par une crise d'urémie qui a duré quelques jours.

### Postérité
Il a publié plusieurs ouvrages, dont l'un en particulier consacré au régime des Caisses d’Epargne en France et à l’étranger, a été couronné par l'Académie des Sciences morales et politiques.
Catholique, il fut choisi depuis 25 ans comme Président du Conseil paroissial de l'Église Saint-Sulpice de Paris.
Son fils Ferdinand (1888-1976), est docteur en droit, professeur à l'École supérieure des sciences économiques et commerciales. Il est président des Normands de Paris et vice-président de la Société historique du VIe arrondissement de Paris.

## Sources
- « Ferdinand Le Pelletier », dans le Dictionnaire des parlementaires français (1889-1940), sous la direction de Jean Jolly, PUF, 1960 [détail de l’édition]
- La Gazette de Château-Gontier, 24 septembre 1939